# Stanisław Antoni Halka-Ledóchowski
Stanisław Antoni Halka-Ledóchowski (ur. 1874 w Piwcach, zm. 1940) – polski przedsiębiorca i działacz gospodarczy, hrabia.

## Życiorys
Ukończył Szkołę Morską w Chersoniu a później studiował w Anglii. Po powrocie do kraju starał się rozwijać na ziemiach polskich gospodarkę związaną z żeglugą i transportem między Europą Zachodnią a Morzem Czarnym. Opracowywał plany linii kolejowej łączącej Gdańsk przez Warszawę i Lwów z portami nad Morzem Czarnym, a także szlaków wodnych Wisła-Bug-Dniepr i Wisła-San-Dniestr. 
Przed 1914 założył  Towarzystwo Składów Morskich z oddziałami w Warszawie, Mikołajewie
i w Gałaczu. W późniejszych latach Towarzystwo otworzyło oddziały w Antwerpii i Brukseli,  przez co zmieniono nazwę na „Belgijska Kompania Handlu Morskiego i Transportu BELMAREB”. W Mikołajewie założył warsztaty remontu statków, planując przekształcić je w stocznię. W 1927 przedsiębiorstwo zostało jednak zlikwidowane z powodu recesji, która spowodowała nieopłacalność eksportu drewna do Belgii. Ledóchowski ograniczył swą działalność do zlokalizowanej w Warszawie „Polskiej Fabryki Siatki Jednolitej Hrabiego Stanisława Ledóchowskiego SA”, produkującej tzw. siatkę Ledóchowskiego, używaną w budownictwie. Wytwórnia ta działała od 1910 do okresu po II wojnie światowej. W 1950 została znacjonalizowana, gdy na mocy zarządzenia prezesa Centralnego Urzędu Drobnej Wytwórczości z 11 października 1950 roku ustanowiono przymusowy zarząd państwa nad przedsiębiorstwem.
Stanisław Antoni Halka-Ledóchowski należał do Ligi Morskiej i Kolonialnej.

## Muzeum Morskie
Stanisław Antoni Halka-Ledóchowski założył pierwsze w Polsce Muzeum Morskie, które mieściło się w Warszawie przy ulicy Przemysłowej 32. Organizację muzeum zakończono w 1932, Działało ono do wybuchu wojny, prezentując  modele statków floty polskiej (dawnej i współczesnej), obrazy marynistyczne, mapy, ryciny, plakaty, zdjęcia i wydawnictwa morskie. Przy muzeum zlokalizowane były warsztaty, w których budowano modele statków. 
Zbiory muzeum po wojnie zostały przekazane (zgodnie z wolą Ledóchowskiego) do Muzeum Morskiego Instytutu Bałtyckiego w Szczecinie. Później zostały przeniesione do Muzeum Narodowego w Szczecinie.